# João Dembi
João Dembi (Canchungo, 27 de novembro de 1964) é um treinador de futebol guineense. Atualmente é treinador do FC Canchungo.

## Biografia e carreira
Foi na cidade de Canchungo que fez o ensino básico unificado e o curso complementar e secundário. Frequentou o curso de treinador nível 1 em Bissau e tem a licença C de CAF, como treinador.
Em 1999 começou a trabalhar como treinador na escola de futebol “Mabodja” em Canchungo, do antigo futebolista e actual presidente do clube, Mamadu Bobo Djaló. No ano 2006, subiu como treinador principal de Lobos de Canchungo e duas épocas seguidas foi vice-campeão nacional, nas épocas 2007/2008 e 2008/2009.
A época desportiva 2013/2014 foi ano de glória do treinador, quando conquistou a primeira taça da Guiné na historial do clube e primeira na conta pessoal. Na época desportiva 2016/2017 o técnico levou a segunda taça da prova rainha nacional para o clube nortenho.